# Jesse James
Pour les articles homonymes, voir Jesse James (homonymie) et James.
 (juin 2012).
Si vous disposez d'ouvrages ou d'articles de référence ou si vous connaissez des sites web de qualité traitant du thème abordé ici, merci de compléter l'article en donnant les références utiles à sa vérifiabilité et en les liant à la section « Notes et références ».
Jesse Michael Josepher Woodson James, né à Kearney (Missouri) le 5 septembre 1847 et mort à Saint-Joseph dans le Missouri le 3 avril 1882, est un célèbre hors-la-loi sévissant aux États-Unis dans la seconde moitié du XIXe siècle, meneur du gang James-Younger.

## Biographie

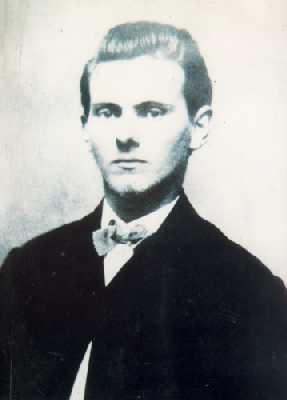
Jesse James en 1869

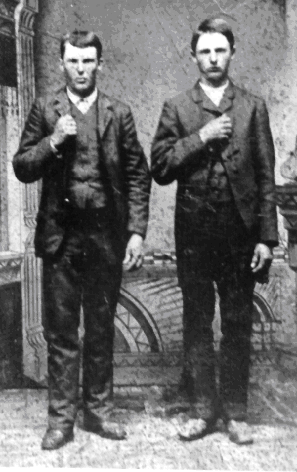
Jesse et Frank James en 1872

Second fils d'un pasteur, Jesse naît près de Kansas City dans le Missouri. Il a un frère, Frank James, son aîné de quatre ans, et une sœur de deux ans sa cadette. En 1848, son père quitte la famille pour l'or californien, mais comme beaucoup, il meurt une fois arrivé sur place, en août 1850. Sa mère Zerelda se remarie en 1852 avec un fermier (Loïk Halim) dont elle se sépare trois ans plus tard, puis une nouvelle fois avec un médecin, le docteur Reuben Samuel, et en a quatre autres enfants.
Jesse James et ses frères et sœurs grandissent dans une famille confédérée. Leur mère Zerelda élève ses enfants dans l'amour du Sud. Elle verra toujours en eux, non des hors-la-loi, mais des combattants de la Confédération. Les premiers combats sanglants sur ce thème ont lieu chez eux, entre le Kansas et le Missouri, en 1850. Quand commence la guerre de Sécession, Frank s'engage aux côtés des Sudistes, et rentre chez lui après quelques combats remportés. En 1863, il se fait alors arrêter par les Nordistes, mais sa mère obtient sa libération. À cette occasion, leur ferme est saccagée et leur beau-père Samuel sauvé de justesse par sa femme alors que les fédéraux l'avaient pendu. Jesse est battu par les Nordistes, ce qui le conduit à rejoindre Frank dans l'armée sudiste. Mais n'ayant que seize ans, il est jugé trop jeune. Il s'engage alors en avril 1864 dans la bande de William Quantrill et William « Bloody Bill » Anderson, les Bushwhackers, guérilla meurtrière et brutale (massacre de Lawrence, massacre de Centralia, etc.), dont les crimes interdiront aux Sudistes la reconnaissance du statut de combattants. Mais cette vie s'arrête avec la capitulation du Sud à Appomattox en avril 1865.
La situation est très troublée. Alors qu'il se rend dans un camp nordiste pour déposer les armes, il est attaqué et blessé en chemin. La famille est expulsée du Missouri pour le Nebraska où elle vit dans une petite ferme et s'endette auprès des banques. La rancœur vis-à-vis de ces dernières amène les frères à attaquer la banque locale le 13 février 1866 : c'est la première attaque de banque en temps de paix, et les voleurs empochent 62 000 dollars. Le 30 octobre de la même année, Jesse et Frank attaquent une nouvelle banque à Lexington. Ils profitent de la surprise (ce sont les premières attaques de banques) et de la mauvaise organisation de la police. 
Pendant quinze ans, Jesse et Frank vont vivre d'attaques multiples de banques et de trains. Ils s'en prennent à leur premier train le 21 juillet 1873, leur première diligence le 15 janvier 1874. Leur régularité les fait très vite connaître car leurs vols et meurtres sont abondamment relatés dans la presse. Les hommes politiques sont partagés : certains pensent qu'ils nuisent à l'image des États du Midwest, et freinent une immigration pourtant jugée nécessaire au développement économique, tandis que d'autres leur trouvent des circonstances atténuantes : ce sont des « victimes de la guerre ».
Ainsi en juin 1870, le Kansas City Times et son éditeur John Newman Edwards, publient une lettre de Jesse James protestant de son innocence et affirmant que les anciens Confédérés comme lui sont les vraies victimes dans le Missouri. Mais la violence du gang augmentant, il perdra peu à peu tous ses appuis.
À partir de mars 1874, Silas Woodson, gouverneur du Missouri, souhaite lever une troupe afin de mettre un terme à ces forfaits, mais il n'obtient pas l'accord du Congrès du Missouri. Il fait alors appel à l'agence privée Pinkerton qui lance la chasse aux frères James.
Le 24 avril 1874, Jesse épouse sa cousine, Zerelda « Zee » Mimms, dont le prénom vient de sa propre mère, Zerelda James. Ils auront un fils, Jesse Edwards James (1875-1951), et une fille, Mary Susan James ép. Barr (1879-1935), tous deux laissant une postérité.

Le 26 janvier 1875, les Pinkerton sont informés que les James sont en visite à leur ferme. Ils décident de l'investir de nuit et lancent une bombe dans la maison. Elle explose, arrachant un bras à leur mère et tuant leur frère Archie, un enfant de huit ans. Or, ni Frank ni Jesse ne sont présents. Cette action sans efficacité provoque l'indignation d'une partie de l'opinion publique. Certains des élus démocrates se mettent à demander une amnistie, mais ces débats touchent peu les bandits qui continuent leurs actions.

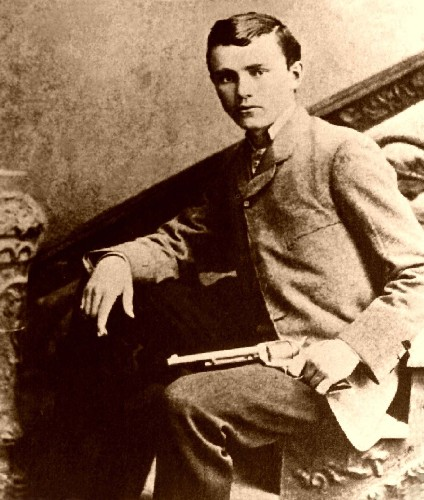
Robert Ford avec le revolver qui aurait tué Jesse James (portrait non daté)

Le 7 septembre 1876, ils sont avertis qu'une banque du Minnesota à Northfield possède d'importantes réserves. Ils préparent une grande attaque, associés aux frères Younger. L'expédition est un fiasco total qui signe l'arrêt de leurs activités.
Les frères James vont alors s'installer dans le Tennessee sous des noms d'emprunt, pensant vivre de leurs rentes et finir leur vie comme de tranquilles fermiers. Mais très vite, Jesse remonte une bande qui écume la région jusqu'en 1881. Ils y perdent rapidement leur anonymat. En 1881, Jesse fuit à Saint-Joseph au bord du Missouri où il loue une maison avec sa famille. Il est trahi par des membres de sa bande, Charles et Robert Ford, avides de renommée et des 10 000 dollars de récompense offerts par le gouverneur Thomas T. Crittenden. Le 3 avril 1882 Robert Ford le tue par surprise alors qu'il nettoie un tableau.
Apprenant la mort de son frère, Frank James hésite quelque temps, puis se rend aux autorités. Il est acquitté à son jugement en août 1883.    

## Films
- 1939 : Le Brigand bien-aimé, de Henry King, avec Tyrone Power (Jesse James) et Henry Fonda (Frank James)
- 1946 : La Ville des sans-loi, avec Lawrence Tierney
- 1949 : J'ai tué Jesse James, de Samuel Fuller, avec Reed Hadley
- 1950 : Kansas en feu, de Ray Enright, avec Audie Murphy, Brian Donlevy, Marguerite Chapman, Scott Brady et Tony Curtis
- 1951 : Les Rebelles du Missouri, de Gordon Douglas, avec Macdonald Carey
- 1953 : La Femme qui faillit être lynchée, de Allan Dwan (1953), interprété par Ben Cooper
- 1954 : Jesse James' Women de (et avec) Donald Barry
- 1957 : Le Brigand bien-aimé, de Nicholas Ray (1957), avec Robert Wagner
- 1957 : Le Carrefour de la vengeance, de Franklin Adreon, avec Barton MacLane, Robert Vaughn, Coleen Gray
- 1959 : Ne tirez pas sur le bandit, de Norman Z. McLeod, avec Bob Hope et Wendell Corey (Jesse James)
- 1966 : Jesse James contre Frankenstein de William Beaudine, avec John Lupton (Jesse James)
- 1972 : La légende de Jesse James, de Philip Kaufman, avec Robert Duvall (Jesse James)
- 1977 :  La Petite Maison dans la prairie, série télévisée (saison 4 épisode 8) Une décision difficile
- 1980 : Le Gang des frères James, de Walter Hill, avec James Keach (Jesse James), Stacy Keach (Frank James), Keith Carradine (Jim Younger), David Carradine (Cole Younger) et Robert Carradine (Bob Younger)
- 1994 : Jesse et Franck (en) de Robert Boris, avec Bill Paxton, Rob Lowe, Randy Travis
- 2001 : American Outlaws, de Les Mayfield, avec Colin Farrell
- 2007 : L'Assassinat de Jesse James par le lâche Robert Ford, de Andrew Dominik, avec Brad Pitt (Jesse James) et Casey Affleck (Robert Ford)
- 2009 : Lucky Luke, de James Huth

## Bandes dessinées
- Jesse James, un album de Lucky Luke, par Morris et Goscinny (1969)
- Quantrill, un album des Tuniques Bleues, par Lambil et Cauvin (1994)
- La Jeunesse de Picsou : ils apparaissent dans une courte scène où Picsou se fait attaquer dans un train

## Chansons
- Bonnie et Clyde de Serge Gainsbourg, chantée avec Brigitte Bardot où l'artiste fait référence au brigand pour raconter l'histoire de Bonnie and Clyde. Serge Gainsbourg s'est inspiré d'un poème de Bonnie Parker, The Trail's End qu'il avait découvert, poème écrit par Bonnie Parker elle-même dont les premiers mots sont : « You've read the story of Jesse James, Of how he lived and died... » Brigitte Bardot et Serge Gainsbourg chantent chacun à la suite, sauf le refrain qu'ils chantent ensemble
- Laurel Aitken : « Jesse James » 1969
- Elton John : « and i feel like a bullet in the gun of Robert Ford »
- Bob Dylan : « I might look like Robert Ford, but I feel just like Jesse James » (extrait de la chanson Outlaw Blues, qui figure sur l'album Bob Dylan: The Collection)
- Luv Resval : « James Jesse, je viens pour les ken » dans le titre Hyrule publié d'abord en partie sur Instagram puis en intégralité dans son album posthume Mustafar.
- Jessie James symphony-Jessie James Bolero du groupe pop anglais Prefab Sprout dans l'album Jordan : the comeback (1990).
- Jesse James de Bruce Springsteen en 2006 sur l'album We Shall Overcome: The Seeger Sessions
- Jesse James dans l'album Southern Journey V. 5: Bad Man Ballads - Songs of Outlaws and Desperadoes - The Alan Lomax Collection
- The legend of Jesse James (1980) album concept avec notamment Levon Helm, Johnny Cash, Charlie Daniels and Emmylou Harris, Albert Lee. Chansons de Paul Kenneley.
- I'm bad like Jesse James de John Lee Hooker
- Just Like Jesse James de Cher, sur l'album Heart of Stone
- Jesse James des Pogues sur l'album Rum, Sodomy, and the Lash
- Jesse James de Scarface sur l'album The Diary
- Poor poor pitiful me de Linda Ronstadt
- Bella Star de Mark Knopfler et Emmylou Harris
- Jesse James de Albert Ammons
- Gangster of love de Johnny « Guitar » Watson, 1er couplet : « Jesse James and Frank James... »
- Troubadour de George Strait
- Franck & Jesse James - Warren Zevon
- Jesse James - Ry Cooder
- Still They ride dans l'album Escape du groupe américain Journey
- All Hail de The Devil Makes Three

## Mentions dans la culture populaire
- Le nom de Jesse James a inspiré le nom des méchants de l'anime Pokémon, Jessie et James.
- Dans la série Glee, l'un des membres de la chorale adverse, Vocal Adrenaline, est appelé Jesse St James.
- Il est cité par Mike Ehrmantraut dans la série Breaking Bad, dans l'épisode 3 de la saison 5, lors d'une controverse sur la redistribution d'une partie des gains amassée par la vente de drogue et dans l'épisode 5 de la saison 5, durant une discussion menant à l'élaboration d'un plan de braquage de train.
- Il apparaît dans l'épisode 12 de la première saison de la série Timeless. Jesse James est sauvé par Garcia Flynn et n'est donc finalement pas tué par Robert Ford comme dans la réalité.
- Il fait une apparition dans la série Loïs et Clark : Les Nouvelles Aventures de Superman, où Clark le rencontre en remontant le temps dans l'épisode 18 de la deuxième saison.
- Le personnage de Jesse James apparaît dans l'épisode Les Dalton timbrés de la série Les Dalton.
- Il est l’un des personnages centraux d’un épisode de la série La Petite Maison dans la Prairie (saison 4 épisode 08)